# タイ義肢財団
タイ義肢財団は、タイ王国チェンマイ県で義肢製作、義肢製作教育、研究を行っている医療財団。シーナカリン王太后の庇護によって1992年に創設。

## 概要
タイ義肢財団は、シーナカリン王太后（1995年崩御）の庇護下にある財団であり、テーオートチャイ・チーワゲートゥ（เทอดชัย ชีวะเกตุ）準教授率いる委員会によって創設された。財団では国立病院で使用するより軽量で安価な義肢の開発しており、四肢に障害を抱える人々に国籍、宗教にかかわりなく無償で義足を提供している。
財団は1992年8月17日に登録され、シーナカリン王太后を名誉会長に、ナラーティワートラーチャナカリン王姉を会長に据えた。
財団はラムパーン県にある象病院の負傷象の義足製作をしていることでも知られている。

## 所在地

### 本部
- チェンマイ県 メーリム郡 タムボン・ドーンケーオ ムー4 199

(199 หมู่ 4 ต. ดอนแก้ว อ. แม่ริม จ. เชียงใหม่ 50180)  

### バンコクオフィス
- バンコク ポームプラープ区バムルンムアン通り693

シーナカリン王太后医療ボランティア財団ビル7階 （สำนักงานมูลนิธิแพทย์อาสาสมเด็จพระศรีนครินทราบรมราชชนนี 693 ถนนบำรุงเมือง แขวงคลองมหานาค เขตป้อมปราบศัตรูพ่าย กรุงเทพ ฯ 10100）

## 活動目的
1. 国籍、宗教にかかわらず傷病者に義肢を無償で提供
2. 国産原料による義肢の生産
3. 義肢を提供した患者への歩行補助機器の無償提供
4. 職員、義肢製作技師の訓練
5. 義肢製作の研究開発
6. 公益事業および他の慈善団体との連携